# Vladimir Zlatoustovskij
Vladimir Zlatoustovskij (Mosca, 24 maggio 1939 – Mosca, 8 luglio 2019) è stato un regista sovietico.

## Filmografia parziale

### Regista
- Kolybel'naja dlja mužčin (1976)
- Poedinok v tajge (1977)